# Liga Eubea

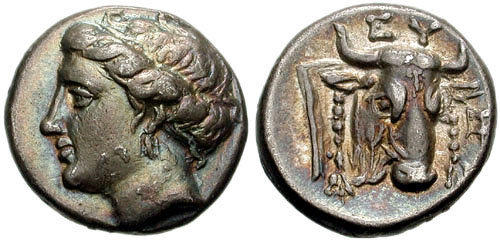
Dracma de plata de la Liga Eubea. Anverso: Cabeza de la ninfa Eubea. Reverso: Cabeza de toro y kantharos, con la inscripción EY[ΒΟΙΕΩΝ] "de los eubeos".

La Liga Eubea (en griego antiguo: τὸ κοινὸν τῶν Εὐβοιέων, to koinon tōn Euboieōn) fue una liga federal (koinon) de las ciudades de Eubea en la antigua Grecia, que existió desde el siglo III a. C. hasta el siglo II o III d. C.
La Liga aparece documentada por primera vez durante el reinado de Demetrios Poliorketes (r. 294-288 a. C.), pero no se vuelve a mencionar hasta el 194 a. C. A juzgar por la acuñación de sus monedas, sobrevivió hasta bien entrado el Imperio Romano, posiblemente hasta la reorganización provincial bajo Diocleciano (r. 284-305).Era una federación completa (sympoliteia) de ciudades-estado, con su propia boulé y ekklesía, leyes federales, acuñación común (aunque las ciudades miembros seguían acuñando sus propias monedas) y el derecho a conceder un próxeno. La Liga estaba encabezada por un funcionario llamado hegemón, cuyo nombre aparecía en las monedas federales.

## Más información
- Wallace, W. P. (1956). The Euboian League and its Coinage. Numismatic Notes and Monographs, No. 134. New York: American Numismatic Society.